# Argas magnus
Argas magnus är en fästingart som beskrevs av Neumann 1896. Argas magnus ingår i släktet Argas och familjen mjuka fästingar. Inga underarter finns listade i Catalogue of Life.